# 伍德福德希尔

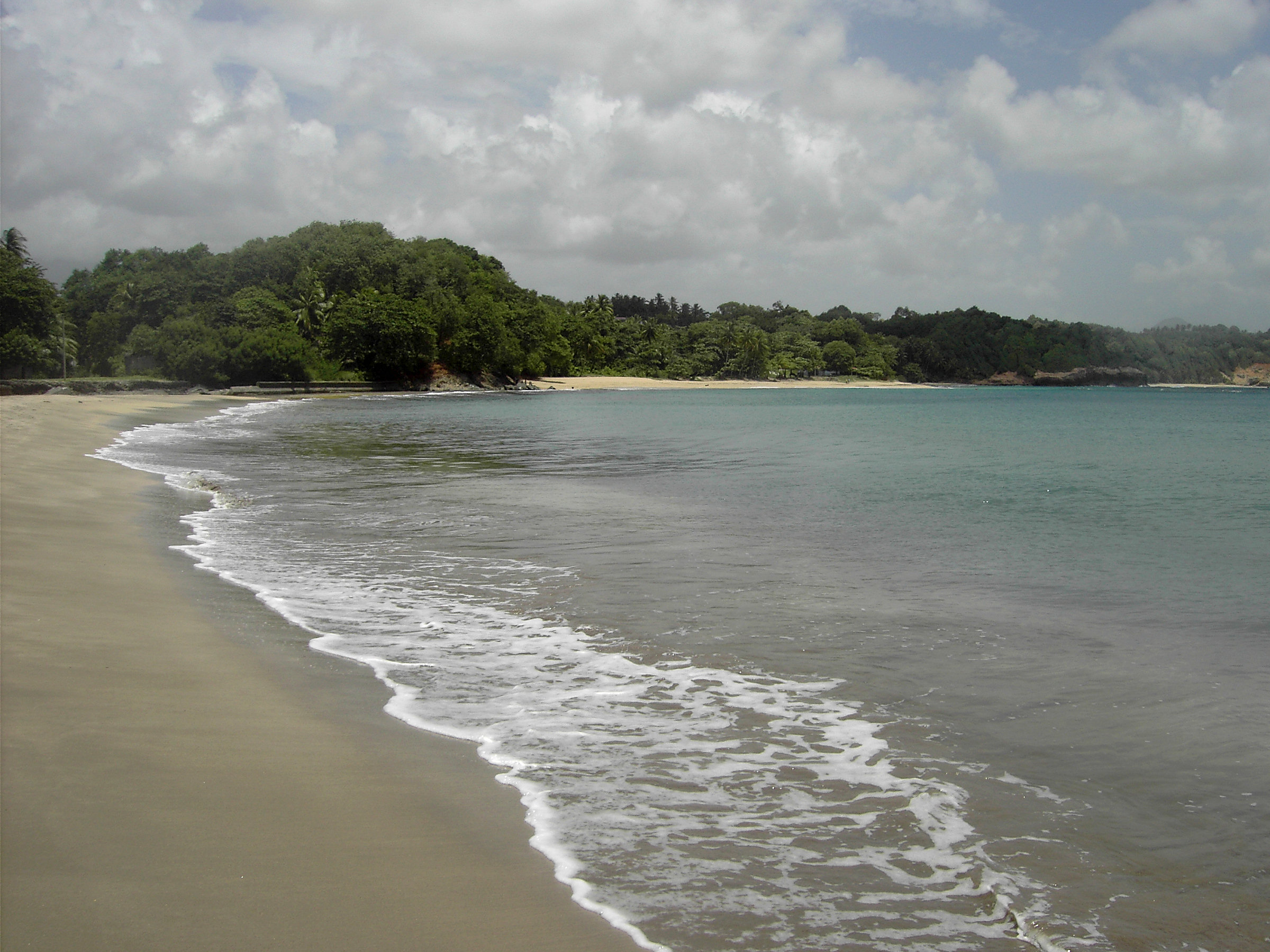

伍德福德希尔（Woodford Hill）是加勒比海岛国多米尼克圣安德鲁区的一个村庄，位于卡利比西南部和韦斯利北部之间的岛上东海岸，2001年人口1,140人。
15°34′51″N 61°19′50″W / 15.58083°N 61.33056°W